# Trichostrongylus columbriformis
Trichostrongylus columbriformis är en rundmaskart. Trichostrongylus columbriformis ingår i släktet Trichostrongylus, och familjen Trichostrongylidae. Arten är reproducerande i Sverige.